# Manettia canescens
Manettia canescens är en måreväxtart som beskrevs av Karl Moritz Schumann. Manettia canescens ingår i släktet Manettia och familjen måreväxter. IUCN kategoriserar arten globalt som akut hotad.
Artens utbredningsområde är Ecuador. Inga underarter finns listade i Catalogue of Life.